# インセンティヴァイズ
インセンティヴァイズ（Incentivise）はオーストラリアの競走馬である。

## 戦績

### 4歳（2020・21年）
8月19日のイプスウィッチ競馬場の未勝利戦ででデビューするも12頭立ての9着と惨敗した。
年が明けて未勝利戦を2戦するも6着・8着と敗れるも、4月11日のサンシャインコースト競馬場の未勝利戦で初勝利を挙げるとその勢いのままハンデ戦4戦を連勝した。5連勝で臨んだ6月26日のタタソールズカップ(G3)では好位追走から中間点で2番手に上がると一方的に突き離して12馬身差の圧勝で6連勝で重賞初制覇を成し遂げた。

### 5歳（2021・22年）
9月11日のマカイビーディーヴァステークス(G1)に出走し、遅れ気味の発馬になるもハナに立ち2着に0.3馬身差をつけてに逃げ切り、7連勝でG1初制覇を果たした。続く10月2日のターンブルステークス(G1)に出走し、ベリーエレガントやサードラゴネットが出走するなかで、逃げ馬のマークした位置につけて直線入口で早くも先頭に立つと後続を突き放し、好位から伸びを欠くベリーエレガントを尻目に2着に0.5馬身差をつけてG1連勝となった。16日のコーフィールドカップ(G1)では1番人気に押され、大外18番枠からゲートを決めるも最初のコーナーで5頭分ほどはりだされてしまうも、向正面までに3番手を取り切って流れに乗ると直線半ばから差を広げて最後は流す余裕もある3.5馬身の圧勝でＧ1・3連勝を果たし、連勝記録を9連勝に伸ばした。その後、豪州競馬の祭典であるメルボルンカップ(G1)に1番人気で出走し、2番手から最終コーナーで先頭に立つも、残り300ｍでベリーエレガントに捕らえられ4馬身差の2着に敗れた。

## 血統表
| インセンティヴァイズの血統  | インセンティヴァイズの血統         | インセンティヴァイズの血統 | （血統表の出典）  | （血統表の出典）  |
| 父系                        | デインヒル系                       | デインヒル系               | デインヒル系      |                   |
| 父 Shamus Award 鹿毛 2010年 | 父の父*スニッツェル 鹿毛 2002年    | Redoute's Choice           | *デインヒル       | *デインヒル       |
| 父 Shamus Award 鹿毛 2010年 | 父の父*スニッツェル 鹿毛 2002年    | Redoute's Choice           | Shanthas Choice   |                   |
| 父 Shamus Award 鹿毛 2010年 | 父の父*スニッツェル 鹿毛 2002年    | Snippets' Lass             | Snippets          | Snippets          |
| 父 Shamus Award 鹿毛 2010年 | 父の父*スニッツェル 鹿毛 2002年    | Snippets' Lass             | Snow Finch        |                   |
| 父 Shamus Award 鹿毛 2010年 | 父の母Sunset Express 青鹿毛 1999年 | Success Express            | Hold Your Peace   | Hold Your Peace   |
| 父 Shamus Award 鹿毛 2010年 | 父の母Sunset Express 青鹿毛 1999年 | Success Express            | Au Printemps      |                   |
| 父 Shamus Award 鹿毛 2010年 | 父の母Sunset Express 青鹿毛 1999年 | Finito Fling               | Luskin Star       | Luskin Star       |
| 父 Shamus Award 鹿毛 2010年 | 父の母Sunset Express 青鹿毛 1999年 | Finito Fling               | From The Wood     |                   |
| 母 Miss Argyle 鹿毛 2004年  | 母の父Iglesia 黒鹿毛 1995年        | *ラストタイクーン          | *トライマイベスト | *トライマイベスト |
| 母 Miss Argyle 鹿毛 2004年  | 母の父Iglesia 黒鹿毛 1995年        | *ラストタイクーン          | Mill Princess     |                   |
| 母 Miss Argyle 鹿毛 2004年  | 母の父Iglesia 黒鹿毛 1995年        | Yodells                    | Marscay           | Marscay           |
| 母 Miss Argyle 鹿毛 2004年  | 母の父Iglesia 黒鹿毛 1995年        | Yodells                    | Yodelling Lady    |                   |
| 母 Miss Argyle 鹿毛 2004年  | 母の母Precious Pearl 鹿毛 1992年   | Semipalatinsk              | Nodouble          | Nodouble          |
| 母 Miss Argyle 鹿毛 2004年  | 母の母Precious Pearl 鹿毛 1992年   | Semipalatinsk              | School Board      |                   |
| 母 Miss Argyle 鹿毛 2004年  | 母の母Precious Pearl 鹿毛 1992年   | Showsay                    | Head Over Heels   | Head Over Heels   |
| 母 Miss Argyle 鹿毛 2004年  | 母の母Precious Pearl 鹿毛 1992年   | Showsay                    | Mink and Pearls   |                   |
| 母系(F-No.)                 | (FN:2-m)                           | (FN:2-m)                   | (FN:2-m)          |                   |